# Konečně si rozumíme
Konečně si rozumíme je československý hraný film z roku 1976, který režíroval Jaroslav Papoušek podle vlastního scénáře. Snímek měl premiéru 11. února 1977.

## Děj
Pavel se vrátil po delší době z ozdravovany domů a zjistí, že Zuzana, do které byl zamilovaný, už s ním nechce chodit, protože ho přerostla. Chodí teď se spolužákem Eifelákem. Pavel se s rozchodem obtížně vyrovnává a ve škole se mu velmi zhorší prospěch. Namísto učení jen melancholicky bloumá po břehu Vltavy, skládá si básně a vymýšlí různé pomsty Eifelákovi. Rodiče si s Pavlovou změnou nevědí rady a pokoušejí se z něj dostat, co se děje. Pavel se svěří pouze svému dědovi, který mu dodává kuráž a brání ho před jeho rodiči, především prchlivým otcem.

## Obsazení
| Jiří Pleskot      | děda Douša                          |
| Richard Medek     | Pavel Horák                         |
| Zdena Hadrbolcová | Zděna, Pavlova matka, Doušova dcera |
| Karel Augusta     | Láďa, Pavlův otec                   |
| Vladimír Dlouhý   | Mirek Pivoňka zvaný Eifelák         |
| Zuzana Bydžovská  | Pavla                               |
| Ivana Pocková     | Zuzana Blažková, Pavlova kamarádka  |
| Gustav Bubník     | spolužák Novák                      |
| Jiří Lír          | ředitel školy                       |
| Marie Motlová     | učitelka Bělohradská                |
| Věra Bublíková    | učitelka Motyčková                  |
| Alena Karešová    | zástupkyně ředitele školy           |
| Ladislav Trojan   | otec Pavly                          |
| Vladimír Huber    | lékař                               |
| Jana Andresíková  | učitelka dějepisu                   |
| Jana Drbohlavová  | učitelka fyziky                     |
| Pavla Maršálková  | učitelka                            |
| Nina Popelíková   | Olga Šafránková, dědova známá       |
| Anna Štrosová     | paní Věra, dědova známá             |
| Antonín Strejc    | Béďa, Pavlův kamarád třeťák         |
| Vladimír Fürst    | primář Vaněk                        |